# Justicia umbrosa
[carece de fontes?]

Justicia umbrosa (pluma-brasileira, jacobinia-amarela; syn. Adhatoda umbrosa Ness, e Justicia aurea Schltdl.) é um arbusto ornamental nativo da vegetação de cerrado do Brasil. Esta planta pode ser propagada pelo caule, e normalmente pode obter 1,50 - 2,50 metros de altura. Elas florescem na sombra, e não ficam bem se forem excessivamente regadas.